# Улоговина Амундсена

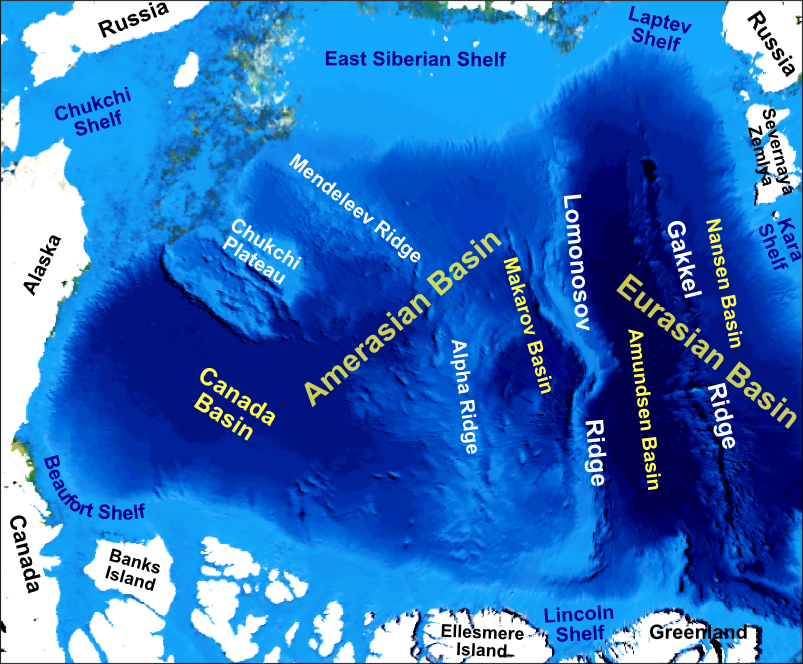
Основні батиметричні особливості Північного Льодовитого океану

Улогови́на А́мундсена — океанічна котловина в Північному Льодовитому океані, між хребтами Ломоносова і Гаккеля. Разом з котловиною Нансена є складаючими Євразійського басейну.
Довжина котловини складає близько 2000 км, ширина — 200–400 км. Глибина сягає 4 485 м. Потужність осадових відкладень — близько 2000 м. Осадові породи дна — залізисто-марганцевисті глинясті мули.
Названа улоговина на честь норвезького полярного мандрівника Руаля Амундсена.